# ماون (بوتسوانا)
ماون (به انگلیسی: Maun) شهری در ناحیهٔ شمال غربی کشور بوتسوانا است که در سال ۲۰۰۰ میلادی ۴۹٬۸۲۲ نفر جمعیت داشته که از این تعداد، ۲۳٬۷۱۴ نفر مرد و ۲۶٬۱۰۸ نفر زن بوده‌اند.

## جستارهای وابسته

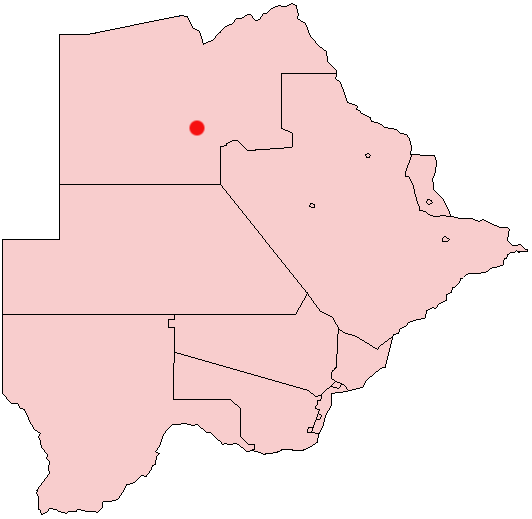
Location of Maun in Botswana